# La Chambre des dames (série télévisée)
La Chambre des dames est un feuilleton télévisé français en dix épisodes de 52 minutes réalisé par Yannick Andréi d'après le roman du même titre de Jeanne Bourin. Il a été diffusé pour la première fois au Québec à partir du 9 décembre 1983 à la Télévision de Radio-Canada, et en France à partir du 23 février 1984 sur TF1.

## Historique de la création
Ce feuilleton est adapté du roman à succès La Chambre des dames écrit par Jeanne Bourin en 1979, et de la suite de celui-ci : Le Jeu de la tentation (1981). Jeanne Bourin a participé au scénario de la série. Si l'intrigue de la série est imaginaire, le cadre historique, lui, ne l'est pas. La documentation rigoureuse de cette œuvre historique donne au moindre détail une authenticité que Régine Pernoud, éminente médiéviste, a confirmée dans la préface du roman de Jeanne Bourin : « Les Brunel vivent sous nos yeux comme on vivait en ce XIIIe siècle rayonnant (…) Et bien des idées reçues se voient battues en brèche. »

## Synopsis
En 1246, dans la France du roi saint Louis, Florie, quinze ans, fille d'Étienne et Mathilde Brunel, maître-orfèvres à Paris, épouse Philippe Thomassin, trouvère. Beaucoup plus jeune que son mari, Mathilde souffre en silence du manque de sensualité de son époux. Au cours de la fête de mai, Guillaume, le beau mais brutal cousin de Philippe, se prend de passion pour Florie. La jeune femme le repousse. Mathilde n'est pas non plus insensible au charme viril de Guillaume, mais sa grande foi lui montre la folie d'une telle infatuation. Guillaume ne renonce pas à Florie et est prêt à tout pour arriver à ses fins…

## Fiche technique
- Titre français : La Chambre des dames
- Réalisateur : Yannick Andréi
- Scénaristes : Françoise Verny
- Musique : Vladimir Cosma
  - Générique interprété par Annick Thoumazeau
- Décors : Jacques Dugied
- Coordinateur des combats et des cascades : Claude Carliez et son équipe
- Production :
- Sociétés de production :
- Genre : Chronique romantique médiévale
- Pays d'origine : France, Luxembourg, Suisse, Italie[1]
- Langue : français
- Nombre d'épisodes : 10 (1 saison)
- Durée : 52 minutes
- Dates de première diffusion :
  - Québec : 9 décembre 1983 à la Télévision de Radio-Canada[1]
  - France : 23 février 1984 sur TF1

## Production
Grand succès pour ce feuilleton bucolique et pour son générique interprété par Annick Thoumazeau. Le réalisateur Yannick Andréi a procédé à une magnifique mise en images, soignant jusqu'au moindre détail : décors et costumes. Le tournage s'est fait en France dans la forêt de Rambouillet et à Rome dans les studios de Cinecittà.

## Distribution
- Marina Vlady : Mathilde Brunel
- Henri Virlojeux : Étienne Brunel
- Sophie Barjac : Florie
- Frédéric Andréi : Philippe
- François Duval : Guillaume
- Monique Lejeune : Charlotte
- Nicolas Silberg : Côme Perrin
- Claus Obalski (de) : Bertrand
- Nicole Jamet : Marie
- Sabine Paturel : Almodie
- Stéphane Garcin : Thomas

## Épisodes
Les épisodes tels qu'ils ont été diffusés en 1984, ne comportaient pas de titre.

## Produits dérivés (France)

### Livres
- La Chambre des dames (1979)
- Le Jeu de la tentation (1981)

### VHS/ DVD
VHS 
- La Chambre des dames (épisodes 1 à 3) - Éditeur : TF1 Vidéo ; Référence : (ASIN B00008LPTU) ; sortie le 1er novembre 1996 ;
- La Chambre des dames (épisodes 4 à 6) - Éditeur : TF1 Vidéo ; Référence : (ASIN B00008LPTT) ; sortie le 1er novembre 1996 ;
- La Chambre des dames (Coffret 2 K7) - Éditeur : TF1 Vidéo ; Référence : (ASIN B000051SA9) ; sortie le 7 octobre 2001 ;

DVD 
- La Chambre des dames : L'intégrale en coffret de 3 DVD - Éditeur : France Loisirs ; Distributeur : Seven7 ; 2008

### Disque45 tours
- Bande originale de la série télévisée (interprétée par Annick Thoumazeau, intitulé : Pour l’amour) - Label : Carrere ; Référence : 13 297[3].

## Ouvrages
source utilisée pour la rédaction de cet article
- Jean-Jacques Jelot-Blanc, 30 ans de séries et de feuilletons à la T.V., Pac, 1985 (ISBN 2853362418)